# Baglodi Deva Rao
Baglodi Deva Rao fue un diplomático de carrera indio.
- En 1949 entró al servicio exterior.
- Se ha desempeñado en Moscú, Roma, Lagos y en Katmandú como encargado de negocios.
- En el Ministerio de Asuntos Exteriores (India) se ha desempeñado como subsecretario, secretario adjunto y director.
- Ha asistido a varias conferencias internacionales en Roma, Niamey y Lagos.
- El 3 de marzo de 1970 presentó sus cartas credenciales como embajador a Ferdinand Marcos en Manila, donde permaneció hasta 1972.
- De 1975 a 1976 fue embajador en Vientián.
- De 05 de enero de 1976 a 1980 fue Alto Comisionado en Wellington (Nueva Zelanda).
- De 1980 a 18 de febrero de 1985 fue embajador en Sofía (Bulgaria).
- Escribió algunos libros en hindi.[1]